# Ernő Foerk
Ernő Foerk (n. 3 februarie 1868, Timișoara, Austro-Ungaria – d. 26 ianuarie 1934, Budapesta, Regatul Ungariei) a fost un arhitect absolvent al Academiei de Artă din Viena. A proiectat, între altele, clădirea Poștei Centrale din Zagreb.